# اندیس آنتیموان سفیدآبه (رگه شماره۲)
آنتیموان سفیدآبه(رگه شماره۲) یک اندیس فلزی است که در حوالی شهر سیاستراگی استان سیستان و بلوچستان قرار دارد و مادهٔ معدنی موجود در آن، آنتیموان است.سنگ میزبان این اندیس کنگلومرا است و دیرینگی آن به دوران پالئوسن می‌رسد. 